# Randolph Routh
Randolph Routh (1782-1858) est un haut fonctionnaire et diplomate britannique qui a joué un très grand rôle pendant la Grande famine en Irlande.

## Biographie
Né en 1782 à Poole, dans le Dorset, Randolph Routh est le troisième fils de Richard Routh, qui est envoyé diriger l'administration judiciaire britannique à Terre-Neuve. Après des études à l'Eton College de 1796 à 1803 il entre dans l'admiistration en 1805, avec des postes en Jamaïque, aux Pays-Bas, en Belgique et à Malte, puis dans la Caraïbe et en 1826 au Canada, où il va rester 17 ans, et travailler au servie de l'armée britannique. Ils tente sans succès de remplacer les monnaies locales par le sterling et s'oppose au projet de confier les opérations financières de l'armée à diverses banques locales, en faisant valoir que seule la Bank of Montreal a les reins assez solides.
Revenu en Europe, Randolph Routh part pour l'Irlande en 1845, au moment où éclate la Grande famine en Irlande. Le 23 décembre 1845, il prévoit que des céréales américaines doivent arriver à Cork, où elles doivent être distribuées aux Irlandais affamés. Il prend quelques jours plus tard la tête de la commission de sauvetage contre la famine, à Dublin, qui accompagne la création d'une centaine de comités locaux dans toute l'Irlande, permettant de mesurer l'étendue des besoins et mobiliser un maximum d'importations américaines. Randolph Routh est un spécialiste de l'Indian Corn, le "mais des amérindiens", qui pousse très facilement dans les Grandes plaines américaines. Il veille à ce que la distribution des céréales soit réservée aux plus vulnérables et propose de s'intermédier avec ses proches de la famille Taschereau au Quebec au moment où il faut discrêtement importer pour 100000 sterling de céréales mais Londres préfère passer par la banque Barings.